# Draga Bašćanska
Draga Bašćanska är en ort i Kroatien.   Den ligger i länet Gorski kotar, i den centrala delen av landet, 140 km sydväst om huvudstaden Zagreb. Draga Bašćanska ligger 97 meter över havet och antalet invånare är 276.
Terrängen runt Draga Bašćanska är lite kuperad. Havet är nära Draga Bašćanska söderut.  Närmaste större samhälle är Senj, 14,9 km öster om Draga Bašćanska. Trakten runt Draga Bašćanska består till största delen av jordbruksmark.